# Stenocrates howdeni
Stenocrates howdeni är en skalbaggsart som beskrevs av Roger Paul Dechambre och Hardy 2004. Stenocrates howdeni ingår i släktet Stenocrates och familjen Dynastidae. Inga underarter finns listade i Catalogue of Life.